# 1939-es magyar teniszbajnokság
Az 1939-es magyar teniszbajnokság a negyvenegyedik magyar bajnokság volt. A bajnokságot május 20. és 30. között rendezték meg Budapesten, a BSE tenisztelepén.

## Eredmények
| Versenyszám  | Arany                                         | Arany | Ezüst                                              | Ezüst | Bronz                                                                                      | Bronz |
| ------------ | --------------------------------------------- | ----- | -------------------------------------------------- | ----- | ------------------------------------------------------------------------------------------ | ----- |
| Férfi egyéni | Asbóth József BBTE                            |       | Szigeti Ottó Újpesti TE                            |       | Gábori Emil MACdr. Dallos György MAC                                                       |       |
| Női egyéni   | Somogyi Klára BEAC                            |       | dr. Paksy Józsefné BLTC                            |       | Bárd Erzsébet Újpesti TEBaumgarten Magda Újpesti TE                                        |       |
| Férfi páros  | Asbóth József, Csikós Mihály BBTE, Újpesti TE |       | Szigeti Ottó, dr. Dallos György Újpesti TE, MAC    |       | Pető Béla, Temple Richárd MACdr. Ferenczy Emil, Macskási Vladimir MAFC                     |       |
| Női páros    | Somogyi Klára, báró Gerliczy Mária BEAC       |       | dr. Paksy Józsefné, dr. Bikár Dejánné BLTC, BBTE   |       | dr. Schréder Lászlóné, Szilvássy Edit BLKE, BEACBaumgarten Magda, Bárd Erzsébet Újpesti TE |       |
| Vegyes páros | Frigyessy Tibor, dr. Paksy Józsefné BSE, BLTC |       | vitéz Bánó Lehel, dr. Schréder Lászlóné BBTE, BLKE |       | Macskási Vladimir, Libertiny Éva MAFCdr. Ferenczy Emil, Jávori Márta MAFC                  |       |